# Thomas Starr King
Thomas Starr King (17. december 1824 i New York — 4. marts 1864 i San Francisco) var en unitarisk præst, som især kendes for sit arbejde for at sikre Californien for Unionen under den amerikanske borgerkrig.
Starr King (der ikke brugte "Thomas") blev faderløs som 15-årig og overtog som 20-årig præstestillingen i First Unitarian Church i Charlestown, Massachusetts.